# Torneo Apertura 2008 (Guatemala)
El Torneo de Apertura 2008 fue el 19º torneo corto del fútbol guatemalteco, que abre la temporada de la Liga Nacional. 

## Cambios
El equipo Deportivo Xinabajul ocupó la plaza dejada por Deportivo Malacateco.

## Equipos participantes
| Club                                   | Ciudad              | Departamento   | Estadio                         | Capacidad |
| -------------------------------------- | ------------------- | -------------- | ------------------------------- | --------- |
| Club Social y Deportivo Comunicaciones | Ciudad de Guatemala | Guatemala      | Estadio Mateo Flores            | 30.000    |
| Club Social y Deportivo Municipal      | Ciudad de Guatemala | Guatemala      | Estadio Mateo Flores            | 30.000    |
| Club Social y Deportivo Suchitepéquez  | Mazatenango         | Suchitepéquez  | Estadio Carlos Salazar Hijo     | 10.000    |
| Deportivo Jalapa                       | Jalapa              | Jalapa         | Estadio Las Flores              | 10.000    |
| Deportivo Marquense                    | San Marcos          | San Marcos     | Estadio Marquesa de la Ensenada | 10.000    |
| Deportivo Petapa                       | San Miguel Petapa   | Guatemala      | Estadio Julio Armando Cobar     | 7.500     |
| Deportivo Xinabajul                    | Huehuetenango       | Huehuetenango  | Los Cuchumatanes                | 3.000     |
| Deportivo Zacapa                       | Zacapa              | Zacapa         | Estadio David Ordóñez Bardales  | 10.000    |
| Heredia Jaguares                       | San José            | Petén          | Estadio Julián Tesucún          | 3.000     |
| Xelajú Mario Camposeco                 | Quetzaltenango      | Quetzaltenango | Estadio Mario Camposeco         | 11.000    |
|                                        |                     |                |                                 |           |

### Equipos por Departamento
| Departamento   | N.º | Equipos                         |
| -------------- | --- | ------------------------------- |
| Guatemala      | 3   | Comunicaciones Municipal Petapa |
| Huehuetenango  | 1   | Xinabajul                       |
| Izabal         | 1   | Heredia Jaguares                |
| Jalapa         | 1   | Jalapa                          |
| Quetzaltenango | 1   | Xelajú                          |
| San Marcos     | 1   | Marquense                       |
| Suchitepéquez  | 1   | Suchitepéquez                   |
| Zacapa         | 1   | Zacapa                          |

## Fase de clasificación
|  | Pos. | Equipos          | PJ | PG | PE | PP | GF | GC | Dif. | PTS | Clasificación        |
|  | ---- | ---------------- | -- | -- | -- | -- | -- | -- | ---- | --- | -------------------- |
|  | 1º   | Municipal        | 18 | 7  | 8  | 3  | 29 | 18 | +11  | 29  | Semifinales          |
|  | 2º   | Comunicaciones   | 18 | 7  | 8  | 3  | 27 | 23 | +4   | 29  | Semifinales          |
|  | 3º   | Zacapa           | 18 | 8  | 4  | 6  | 21 | 17 | +4   | 28  | Acceso a semifinales |
|  | 4º   | Xelajú MC        | 18 | 7  | 7  | 4  | 23 | 20 | +3   | 28  | Acceso a semifinales |
|  | 5º   | Deportivo Jalapa | 18 | 7  | 3  | 8  | 22 | 27 | -5   | 24  | Acceso a semifinales |
|  | 6º   | Xinabajul        | 18 | 5  | 8  | 5  | 20 | 27 | -7   | 23  | Acceso a semifinales |
|  | 7º   | Heredia          | 18 | 6  | 3  | 9  | 23 | 24 | -1   | 21  |                      |
|  | 8º   | Petapa           | 18 | 6  | 3  | 9  | 16 | 20 | -4   | 21  |                      |
|  | 9°   | Suchitepéquez    | 18 | 4  | 8  | 6  | 31 | 29 | +2   | 20  |                      |
|  | 10º  | Marquense        | 18 | 4  | 6  | 8  | 17 | 24 | -7   | 18  |                      |
|  |      |                  |    |    |    |    |    |    |      |     |                      |

### Resultados
| Local/Visita   | COM | HJDP | JAL | MQS | MUN | PET | SUCH | XEL | XIN | ZAC |
| Comunicaciones |     | 3-3  | 2-1 | 2-0 | 0-3 | 2-1 | 3-2  | 1-1 | 2-2 | 0-2 |
| Heredia        | 2-2 |      | 2-0 | 0-1 | 1-2 | 2-1 | 2-1  | 2-0 | 2-0 | 2-0 |
| Jalapa         | 0-2 | 1-0  |     | 3-0 | 0-0 | 1-0 | 1-1  | 1-1 | 2-2 | 1-0 |
| Marquense      | 1-2 | 2-1  | 3-0 |     | 1-1 | 1-2 | 3-2  | 3-4 | 1-0 | 1-0 |
| Municipal      | 0-0 | 3-1  | 5-4 | 1-1 |     | 2-0 | 3-2  | 1-1 | 0-1 | 4-0 |
| Petapa         | 0-0 | 2-1  | 1-0 | 1-0 | 1-1 |     | 1-2  | 2-0 | 1-0 | 0-1 |
| Suchitepequez  | 2-2 | 1-1  | 1-1 | 1-2 | 1-1 | 3-1 |      | 1-1 | 2-0 | 3-0 |
| Xelajú         | 1-3 | 2-0  | 2-0 | 2-0 | 1-0 | 2-1 | 3-2  |     | 2-2 | 0-0 |
| Xinabajul      | 1-0 | 2-1  | 1-1 | 2-2 | 2-1 | 1-1 | 2-2  | 0-0 |     | 2-1 |
| Zacapa         | 1-1 | 1-0  | 1-0 | 3-0 | 1-1 | 1-0 | 2-2  | 1-0 | 6-0 |     |

## Líderes Individuales
Estos fueron los líderes de goleo y porteros menos vencidos.

### Trofeo Botín de Oro
| N.º | Jugador                | Goles | Asistencias | Penales | Equipo                                 |
| --- | ---------------------- | ----- | ----------- | ------- | -------------------------------------- |
|     | Adrián Apellaniz       | 10    | 2           | 0       | Club Social y Deportivo Comunicaciones |
| 2   | Carlos Rafael Castillo | 9     | 3           | 1       | Club Social y Deportivo Suchitepéquez  |
| 2   | Fabián Muñoz           | 9     | 3           | 3       | Deportivo Zacapa                       |
| 2   | Gastón Linares         | 9     | 2           | 0       | Heredia Jaguares                       |

### Trofeo Josue Danni Ortiz
| N.º | Jugador               | Goles | Partidos | Promedio | Equipo                            |
| --- | --------------------- | ----- | -------- | -------- | --------------------------------- |
|     | Jorge Eduardo Estrada | 14    | 17       | 0.82     | Deportivo Zacapa                  |
| 2   | Jaime Penedo          | 11    | 13       | 0.85     | Club Social y Deportivo Municipal |
| 3   | Marvin Barrios        | 11    | 13       | 1.07     | Xelajú Mario Camposeco            |

## Fase Final
|  | Clasificasion a Semifinales | Clasificasion a Semifinales | Clasificasion a Semifinales | Clasificasion a Semifinales | Clasificasion a Semifinales |  |  | Semifinales | Semifinales    | Semifinales | Semifinales | Semifinales |  |  | Final | Final          | Final | Final | Final |
|  |                             |                             |                             |                             |                             |  |  |             |                |             |             |             |  |  |       |                |       |       |       |
|  |                             |                             |                             |                             |                             |  |  | 1           | Municipal      | 2           | 2           | 4           |  |  |       |                |       |       |       |
|  | 3                           | Zacapa                      | 0                           | 0                           | 0                           |  |  | 6           | Xinabajul      | 1           | 1           | 2           |  |  |       |                |       |       |       |
|  | 6                           | Xinabajul                   | 1                           | 1                           | 2                           |  |  |             |                |             |             |             |  |  | 1     | Municipal      | 1     | 1     | 2     |
|  |                             |                             |                             |                             |                             |  |  |             |                |             |             |             |  |  | 2     | Comunicaciones | 2     | 1     | 3     |
|  |                             |                             |                             |                             |                             |  |  | 2           | Comunicaciones | 0           | 5           | 5           |  |  |       |                |       |       |       |
|  | 4                           | Xelajú                      | 3                           | 3                           | 6                           |  |  | 4           | Xelajú         | 1           | 2           | 3           |  |  |       |                |       |       |       |
|  | 5                           | Marquense                   | 2                           | 3                           | 5                           |  |  |             |                |             |             |             |  |  |       |                |       |       |       |

| Campeón Apertura 2008     |
| Comunicaciones 22º Título |
| ------------------------- |

| Predecesor: Torneo Clausura 2008 | Torneo Apertura 2008 Liga Nacional IXX Torneo Corto | Sucesor: Torneo Clausura 2009 |

- Datos: Q3534453